# إميليو بينفيلي ألفاريز
إميليو بينفيلي ألفاريز (بالإسبانية: Emilio Benfele Álvarez)‏ مواليد 15 نوفمبر 1972 في فيغيراس، هو لاعب كرة مضرب إسباني سابق بدأ مسيرته كمحترف سنة 1989 وكان يلعب باليد اليمنى، اعتزل اللعب في 2005. أعلى تصنيف له في الفردي كان المركز الـ 81 في سنة 1997. أعلى تصنيف له في الزوجي كان المركز الـ 91 في سنة 2004.

## روابط خارجية
- إميليو بينفيلي ألفاريز على موقع رابطة محترفي التنس (الإنجليزية)
- إميليو بينفيلي ألفاريز على موقع الاتحاد الدولي لكرة المضرب (الإنجليزية)
- إميليو بينفيلي ألفاريز على موقع خلاصة التنس.كوم (الإنجليزية)